# Pazius furcatus
Pazius furcatus is een schorpioenvliegachtige uit de familie van de hangvliegen (Bittacidae). De wetenschappelijke naam van de soort is voor het eerst geldig gepubliceerd door Byers in 1957.
De soort komt voor in Venezuela.